# Zoella
Zoe Elizabeth Sugg (født 28. marts 1990) er en engelsk mode- og skønheds-vlogger, Youtuber og iværksætter. Hun er bedst kendt under sit YouTube-kanal Zoella, som handler om mode, kosmetik, skønhed, indkøb af kosmetikprodukter og tøj, der vises foran kameraet (kaldet "beauty hauls"), samt "my favourits"-indlæg, hvor hun gør reklame for de forskellige produkter, som hun viser frem. Hendes kanal har 12 millioner abonnenter og hendes anden kanal "MoreZoella", hvor hun vlogger om sin hverdag, har 4,8 millioner abonnenter. Hun har også adskillige millioner følgere på Twitter og Instagram.
I 2014 fik hun kontrakt på to bøger med Penguin Books-forlaget. I november 2014 blev hendes første roman Girl Online udgivet om en ung anonym blogger-pige, som bliver enormt populær og skal nu håndtere populariteten af hendes blog. I 2015 og 2016 fulgte to mere bøger i serien Girl Online. Den første bog blev solgt i over 78.000 eksemplarer den første uge, som blev ny salgsrekord for første-uge-salget af debutromaner siden J.K.Rowlings succes.
Penguin-forlaget har indrømmet, at "Sugg har ikke skrevet Girl Online selv", og afslørede, at Zoella "samarbejdede med et hold af eksperter og erfarne redaktører for at skabe hovedpersonerne og fortælle deres oplevelser som en hjertevarmende historie." Der blev spekuleret i at teenageromanforfatteren Siobhan Curham var en ghostwriter for romanen, selvom det ikke blev bekræftet af Penguin eller Zoella. Penguin-forlaget indrømmede kun, at Curham var en "redaktørkonsulent" for romanen.. Zoellas bøger og bøger af andre YouTubere blev kritiseret af en række britiske aviser for mangel af udfordrende indhold og for at skade læsefærdigheden hos de unge fans.
I september 2014 oprettede Zoella sit eget brand og linje af kosmetik, toilet- og skønhedsprodukter, kaldet "Zoella Beauty", som sælges blandt andet i engelske tøjbutikskæde Primark og dens irske datterselskab Penney's.